# Chikamatsu Monzaemon

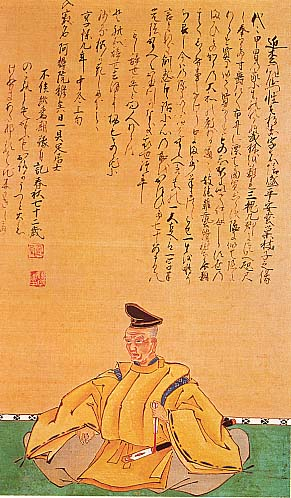
Chikamatsu Monzaemon

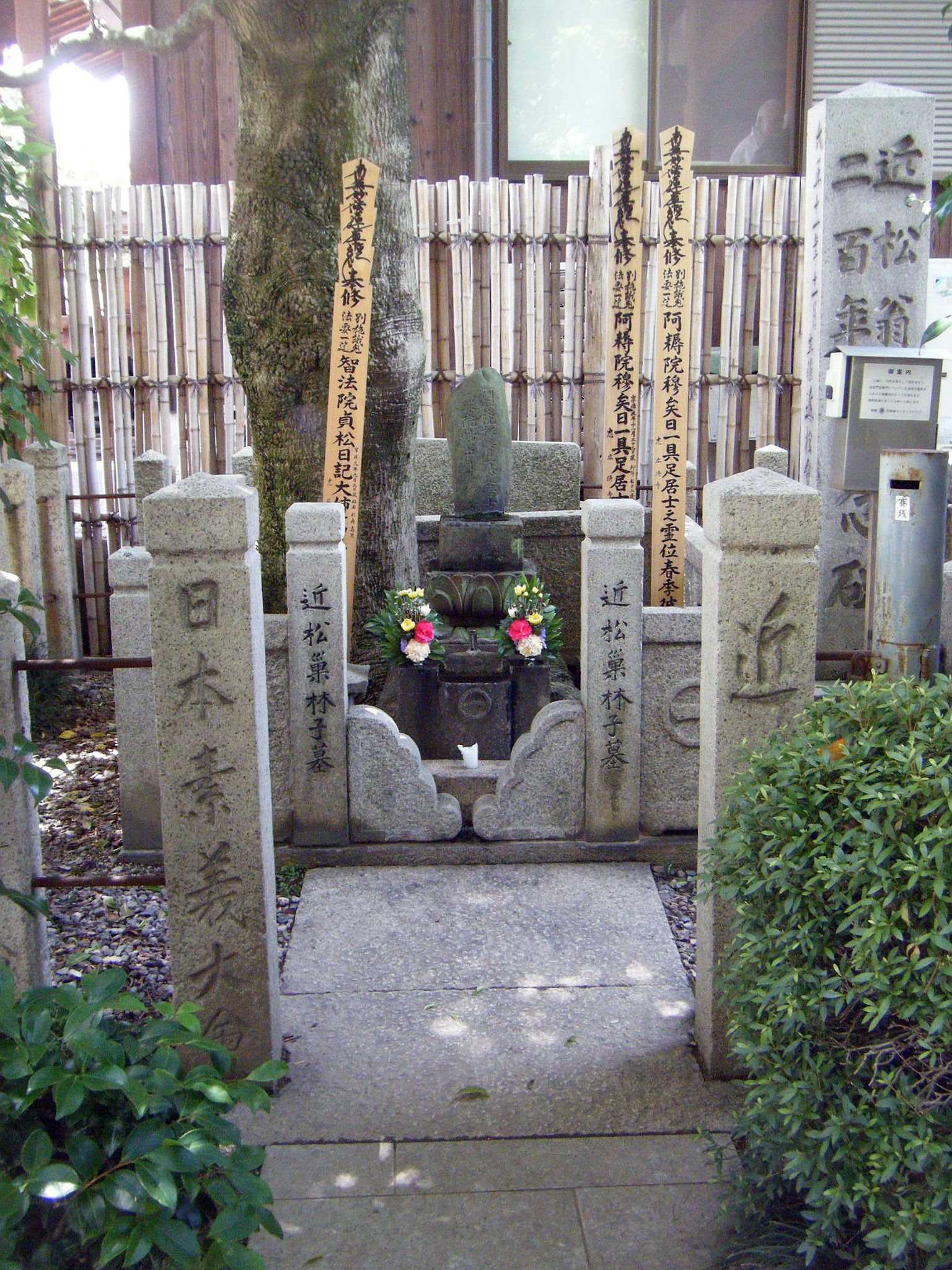
Grabstätte in Amagasaki

Chikamatsu Monzaemon (近松 門左衛門, eigentlich: Sugimori Nobumori; geboren 1653 in der Provinz Echizen; gestorben 6. Januar 1725 in Osaka) war ein japanischer Dramatiker. Er ist vor allem bekannt für seine Puppentheater-Stücke, japanisch „Bunraku“ (文楽) oder „Ningyō Jōruri“ (人形浄瑠璃). Er wird als bedeutendster Dramatiker Japans angesehen und auch als „Shakespeare Japans“ bezeichnet.

## Leben und Wirken
Chikamatsu Monzaemon wurde als Sohn eines Samurai geboren. Das erste Stück, das ihm mit Sicherheit zugeschrieben werden kann, ist „Yotsugi Soga“ (世継曾我) – „Die Soga-Erben“ 1683. Zwei Jahre später begann er für den Theaterleiter Takemoto Gidayū I. Jōruri-Stücke zu schreiben. Im Jahr 1684 erschien sein erstes Kabuki-Stück und ab 1693 schrieb er fast ausschließlich für diese Art Theater. 1703 kam jedoch wieder eine Verbindung zu Takemoto zustande, was dazu führte, dass Chikamatsu von 1705 bis zu seinem Lebensende wieder hauptsächlich für Takemotos Puppentheater „Takemoto-za“ (竹本座) schrieb.

### Puppentheater
Chikamatsu schrieb Texte für die Sänger, die sie in Begleitung von Shamisen-Spielern vortrugen. Das Textmaterial bildete eine vollständige Erzählung mit Szenenangaben und Kommentaren im Text, so dass das Ganze wie ein Roman gelesen werden konnte. Er schrieb etwa hundert solche Stücke, wobei er in seinen frühen Jahren an einer Reihe weiterer Stücke mitwirkte.
Die frühen Stücke beziehen sich oft auf kriegerische Auseinandersetzungen in der japanischen Geschichte. In „Yotsugi Soga“ geht es um die Bemühungen der zwei Soga-Brüder, die Ermordung ihres Vaters zu rächen. Das gelang ihnen zwar, sie verloren dann aber selbst ihr Leben. Er fügte neue Elemente hinzu, so die beiden Kurtisanen der Soga-Brüder, die zu deren Mutter reisen, um ihr die traurige Nachricht zu überbringen. Diese poetisch formulierte Reise, dieses „Michiyuki“ (道行), wird zu einem Topik, nämlich zu zeigen, dass eine ewige Liebe auf dieser Welt bedauerlicherweise nicht möglich ist.
Das war Chikamatsus erste Darstellung dieses Themas, Liebende mit hohen Prinzipien, ein Thema, das er später immer wieder aufgriff. In seinem nächsten bedeutenden Stück, in „Shusse Kagekiyo“ (出世 景清) – „Die siegreiche Kagekiyo“ aus dem Jahr 1686, zeigte er in realistische Weise den Widerspruch der Gefühle. Das Stück wird daher als „Neues Jōrurui“ klassifiziert. Es enthält jedoch mit der Darstellung der unbeugsamen Haltung der Heldin und ihrem ans Wunder grenzendem Überleben auch Elemente des „Alten Jōrurui“.
In den nächsten beiden Dekaden widmete sich Chikamatsu vor allem dem Kabuki-Theater. Dennoch schrieb er allein 1703 etwa 20 Stücke für das Puppentheater, vor allem wieder für Gidaiyū. Dabei entwickelte er das „Neue Jōrurui“ weiter in Richtung „Sewa-mono“ (世話物), also hin zur Bearbeitung von Themen aus dem Alltagsleben. In Anlehnung an den Romanautor Ihara Saikaku, dessen Geschichten auf tatsächlichen Vorfällen basierten, nutzte Chikamatsu die Liebessuizide von Tokubei, einem Verkäufer, und Ohatsu, einer Prostituierten, für sein Stück „Sonezaki Shinjū“ (曽根崎心中) – „Liebessuizid in Sonezaki“. Das Stück wurde zu einem großen Erfolg, so dass Chikamatsu insgesamt elf Stücke zu diesem Thema schrieb. Chikamatsus erfolgreiche Darstellung solcher Liebesuizide führte zu einer solchen Welle von Nachahmern, so dass die Behörden sich gezwungen sahen, streng dagegen vorzugehen. Sie stuften Überlebende als Verbrecher ein und stellten die Leichen der so Verstorbenen zur Schau, wie es mit Kriminellen üblich war.
Der Konflikt zwischen Standesregeln und menschlicher Zuneigung, wie er sich in Chikamatsus Dramen zeigt, rührte die Zuschauer zu Tränen und wurde so zum charakteristischen Thema des Puppentheater. Chikamatsu schrieb dann wieder historisch-basierte Dramen: von 1703 bis zu seinem Tode etwa 50 Stücke. Eins davon, „Kokusen’ya Kassen“ (国性爺合戦) – „Sie Schlachten des Coxinga“ aus dem Jahr 1715 wurde 17 Monate hintereinander aufgeführt, ein unerhörter Erfolg. So wird dieses Stück als das erfolgreichste Chikamatsu angesehen.

### Kabuki-Arbeiten
Für etwa zehn Jahre bis 1705 wirkte Chikamatsu als Hauptautor für das von Sakata Tōjūrō I. geleitete Kabuki-Theater. Sakata war berühmt in Kyōto für seine Darstellung von Liebhaber-Rollen. Ihm unterstellt musste Chikamatsu Handlungen im groben Umriss und dazu geeignete Dialoge für Proben liefern, die dann geeignet angepasst wurden. So wirkte er bei etwa 30 Kabuki-Stücken mit.
Es gibt Mutmaßungen, warum Chikamatsu vom Jōruriji zu Kabuki und dann wieder zurück wechselte. Eine Unzufriedenheit mit den Puppen-Darstellungen und die Ansicht, lebende Darsteller übten eine größere Wirkung aus, könnten dann aber durch die geringeren Fähigkeiten der Kabuki-Schreiber widerlegt worden sein.

## Literarische Position
Mit Matsuo Bashō und Ihara Saikaku gehört Chikamatsu Monzaemon zu den „Großen Drei“ (Autoren) des ausgehenden 16. Jahrhunderts in Japan. Seine Stücke für das Puppentheater zeigen eine herausragende Qualität, die eine Tradition etablierte, mit der Bunraku zum weltweit am weitesten entwickelten Puppentheater wurde. Heute selten in der Originalfassung aufgeführt, wurden Chikamatsus Stücke erfolgreich von Chikamatsu Hanji (1725–1783) angepasst. Spätere Entwicklungen und Verfeinerungen im Puppentheater haben dazu geführt, dass Autoren wie Ki no Kaion in diesem Bereich praktisch nicht mehr aufgeführt werden.

## Sonstiges
Die Komponistin Mayako Kubo schrieb eine Oper nach seinem Stück Osan – Das Geheimnis der Liebe (2004).

## Trivia
Eine Figur in der Anime-Serie Digimon, welche einen riesigen Teddybären darstellt, ist nach Chikamatsu benannt. Ebenso ist in „Naruto Shippuuden“ eine Angriffstechnik nach ihm benannt: Shirohigi: Jikki Chikamatsu no Shū

## Werke (Auswahl)

### Jōruri
- „Shusse Kagekiyo“ (出世景清) –  1685
- „Sonezaki Shinjū“ (曽根崎心中) – 1703
- „Kenkō Hōshi Monomiguruma“ (兼好法師物見車) – 1706
- „Horikawa Nami no Tsuzumi“ (堀川波鼓) – 1707
- „Goban Taiheiki“ (碁盤太平記) – 1710
- „Meido no Hikyaku“ (冥途の飛脚) – 1711, vor dem 7. Monat
- „Komochi Yamambo “ (嫗山姥) – 1712
- „Daikyōji Mukashi Goyomi“ (大経師昔暦) – 1715
- „Kokusen’ya Kassen“ (国性爺合戦) – 1715
- „Heike Nyogo no Shima“ (平家女護島) – 1719
- „Shinjū-ten no Amijima“ (心中天網島) – 1720
- „Onna-koroshi Abura no Jigoku“ (女殺油地獄) – 1721

### Kabuki
- „Butsumo Mayasan Kaichō“ (仏母摩耶山開帳) – 1693
- „Keisei-Hotoke no Hara“ (傾城仏の原) – 1699
- „Keisei Mibu Dainenbutsu“ (傾城壬生大念仏) – 1702